# Île Wolf
Pour les articles homonymes, voir Wolf.
L'île Wolf, en espagnol Isla Wolf, aussi appelée île Wenman, est une île volcanique, inhabitée d'Équateur située dans les îles Galápagos.

## Toponymie

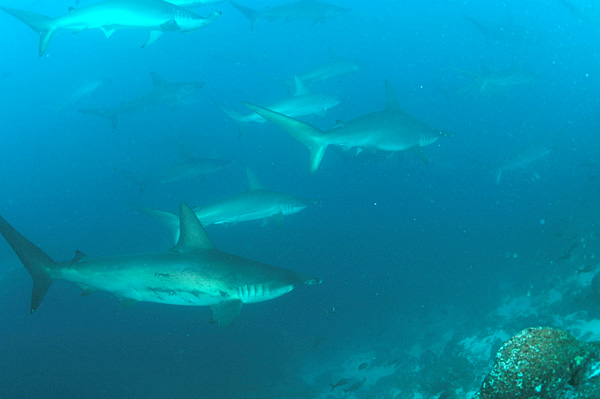
Requins-marteaux dans les eaux de l'île Wolf.

Elle est nommée ainsi en l'honneur de Theodor Wolf, un géologue, géographe et botaniste allemand qui a étudié les îles Galápagos au XIXe siècle.
La dénomination anglaise Wenman lui fut donnée en 1684 par le pirate anglais William Ambrose Cowley, en l'honneur de Lord Richard Wenman.